# Giovanni De Alessandri
Giovanni De Alessandri (Milano, 3 gennaio 1895 – Chevenna, 20 gennaio 1937) è stato un militare italiano, volontario di guerra, decorato con la medaglia d'oro al valor militare alla memoria nel corso delle grandi operazioni di polizia coloniale in Africa Orientale Italiana.

## Biografia
Nacque a Milano il 3 gennaio 1895, figlio di Alessandro e Paolina Trento. Il 12 gennaio 1915 venne chiamato a prestare servizio militare di leva nel Regio Esercito e, all'entrata in guerra del Regno d'Italia, avvenuta il 24 maggio dello stesso anno, prestava servizio nell'11º Reggimento bersaglieri.
Con il suo reparto partecipò al primo anno di guerra con il grado di aspirante ufficiale, rimanendo ferito in combattimento nel mese di luglio. Nell'ottobre 1916 fu promosso sottotenente di complemento, assegnato al'16º Reggimento bersaglieri, venendo poi trasferito un anno dopo presso il Regio Corpo Truppe Coloniali della Libia, assegnato al XIII Battaglione eritreo, di stanza in Libia. Qui trascorse i successivi due anni di guerra, impegnato nelle operazioni di contro-guerriglia in opposizione ai ribelli senussiti, e fu promosso tenente. Il 10 febbraio 1919, partecipando a un combattimento nell'oasi di Gargusa, nei pressi del villaggio di Zavia, si guadagnò una croce di guerra al valor militare.
Terminata la guerra, tornò alla vita civile finché, nell'aprile 1928, venne richiamato in servizio e nel giugno 1929 fu trasferito dai ruoli dell'esercito a quelli di complemento della Regia Aeronautica R.S.(Ruoli Speciali), venendo successivamente promosso al grado di capitano nel luglio 1931. 
Nel 1935 subì, per motivi ignoti, un severo processo disciplinare dinanzi al Tribunale militare di Bologna, venendo tra l'altro condannato alla perdita del grado.
Profondamente frustrato dalla vicenda che lo aveva coinvolto, intravide nella guerra d'Etiopia, appena iniziata, la possibilità di riscattarsi. Si arruolò così volontario come soldato semplice nella Divisione "Peloritana", in partenza per l'Africa Orientale, e venne inquadrato nel 3º Reggimento fanteria, sbarcando a Mogadiscio il 19 giugno 1936. Promosso soldato scelto il 1º agosto 1936, caporale il 20 settembre e caporalmaggiore nel mese di dicembre, venne assegnato alla Banda indigena "Pellizzari".
Il 20 gennaio 1937 la Banda indigena "Pellizzari" venne inviata all'inseguimento di formazioni ribelli che si dirigevano verso i Monti Harana, con le quali si impegnò poi in un violento combattimento. Al comando di una centuria della Banda, condusse i suoi uomini all'assalto di un nido di mitragliatrici. Già più volte ferito, si spinse da solo in avanti e, prima di morire, riuscì a raggiungere la mitragliatrice e ad abbattere il tiratore.
Gli venne concessa la medaglia d'oro al valor militare alla memoria e, con Regio Decreto del 25 aprile 1938, venne riabilitato e reintegrato nel grado di capitano con decorrenza 20 gennaio 1937.